# Paludititan nalatzensis
Paludititan nalatzensis és una espècie de dinosaure titanosaure que va viure durant el Cretaci superior en el que actualment és Romania. Va ser determinada i descrita per Zoltán Csiki, Vlad Codrea, Cǎtǎlin Jipa-Murzea i Pascal Godefroit l'any 2010.